# چرخ سنگ‌زنی

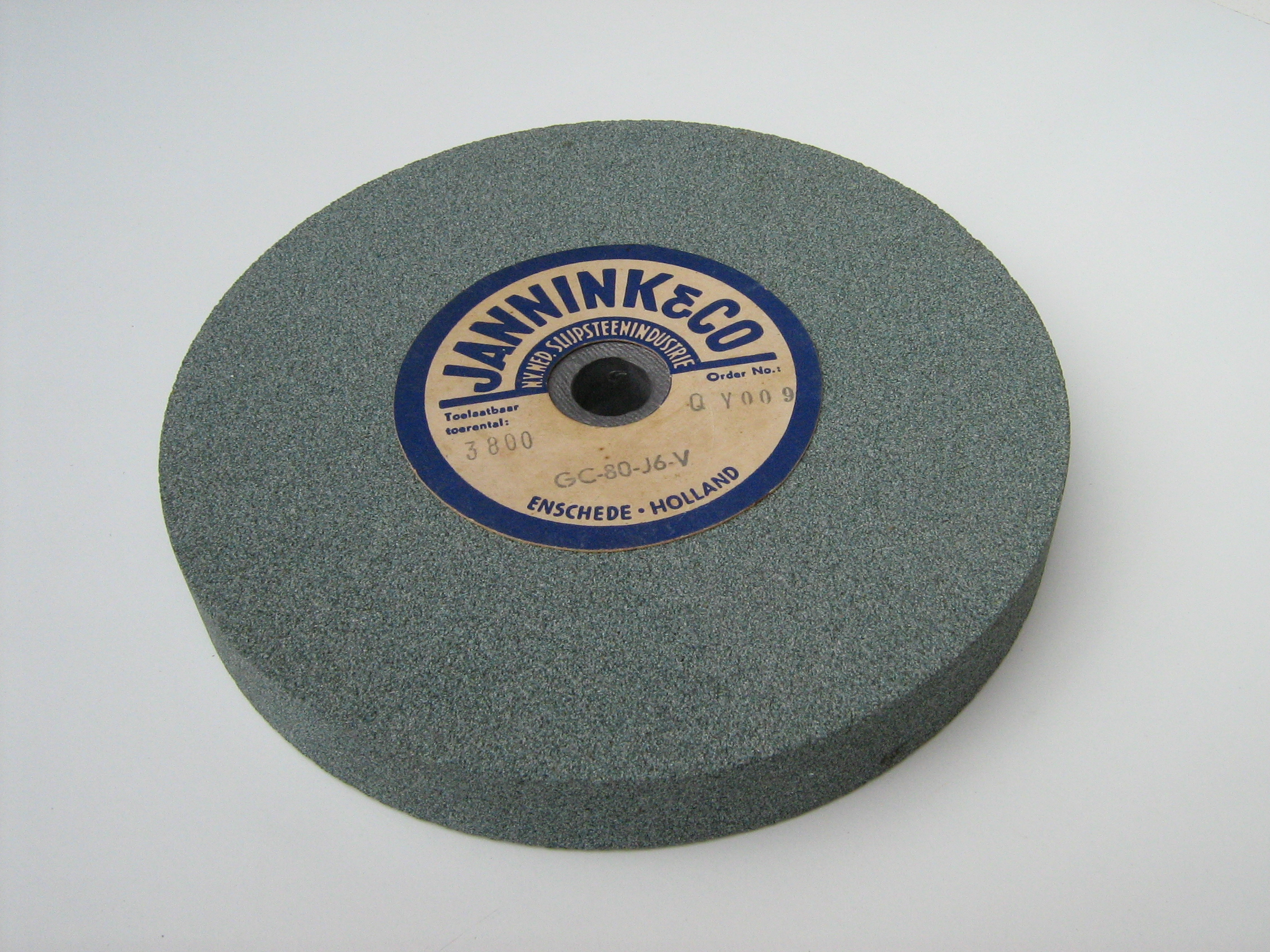
یک چرخ سنگ زنی

چرخ سنگ‌زنی (به انگلیسی: Grinding wheel) چرخی است که از مواد ساینده چسبیده به هم تشکیل شده‌است و برای کارهای مختلف سنگ زنی (برشکاری سایشی) و ماشین‌کاری سایشی استفاده می‌شود. از چنین چرخ‌هایی در ماشین‌های سنگ زنی استفاده می‌شود.
سنگ زنی که در آن مواد ساینده چسبیده به هم به شکل یک چرخ درآورده شده‌اند، متداول‌ترین فرایند مورد استفاده در ماشین‌کاری سایشی است. عملکرد چرخ‌های سنگ زنی بسیار تحت تأثیر مواد اتصال دهنده و آرایش فضایی ذرات ساینده است. فاصله بندی ذرات ساینده نسبت به هم، ساختار نامیده می‌شود. اگر دانه‌ها فاصله بسیار کمی داشته باشند به آن ساختار متراکم گفته می‌شود. ساختار باز به معنی دانه‌هایی با فاصله زیاد است. چرخ‌های ساختار-باز دارای حفره‌های تراشه بزرگتری هستند اما در واحد سطح لبه‌های برش کمتری دارند.
شکستن و گسیختگی ذرات ساینده توسط قدرت پیوند کنترل می‌شود، که به عنوان گرید یا درجه گفته می‌شود. درنتیجه منظور از گرید چرخ، قدرت اتصال دانه‌ها به چرخ است. این امر در حقیقت به دو موضوع بستگی دارد: قدرت چسب اتصال دهنده، و مقدار ماده اتصال دهنده ای که ذرات را بهم اتصال می‌دهد. چرخ‌های سنگ زنی بسیار متخلخل هستند.

## نسبت سنگ زنی (G Ratio)
جدا شدن دانه‌ها از چرخ باعث تغییر اندازه چرخ می‌شود. نسبت سنگ زنی (Grinding Ratio) یا نسبت G، به صورت اینچ مکعب ماده خام جدا شده از قطعه کار تقسیم بر اینچ مکعب حجم از دست رفته از چرخ تعریف می‌شود. در سنگ زنی معمولی، نسبت G در محدوده ۲۰:۱ تا ۸۰:۱ است. نسبت G معیاری برای اندازه‌گیری مقدار تولید در سنگ زنی است و نشان دهنده میزان کاری است که یک چرخ در طول عمر مفید خود می‌تواند انجام دهد. زمانی که چرخ ماده از دست می‌دهد و کوچکتر می‌شود، باید دوباره موقعیت آن نسبت به قطعه کار ریست شده یا دوباره تنظیم گردد.

## مشخصات
چرخ‌های سنگ زنی ۵ مشخصه دارند: سختی ماده، اندازه دانه، گرید چرخ، فاصله بندی دانه‌ها، و نوع اتصال.

### سختی ماده

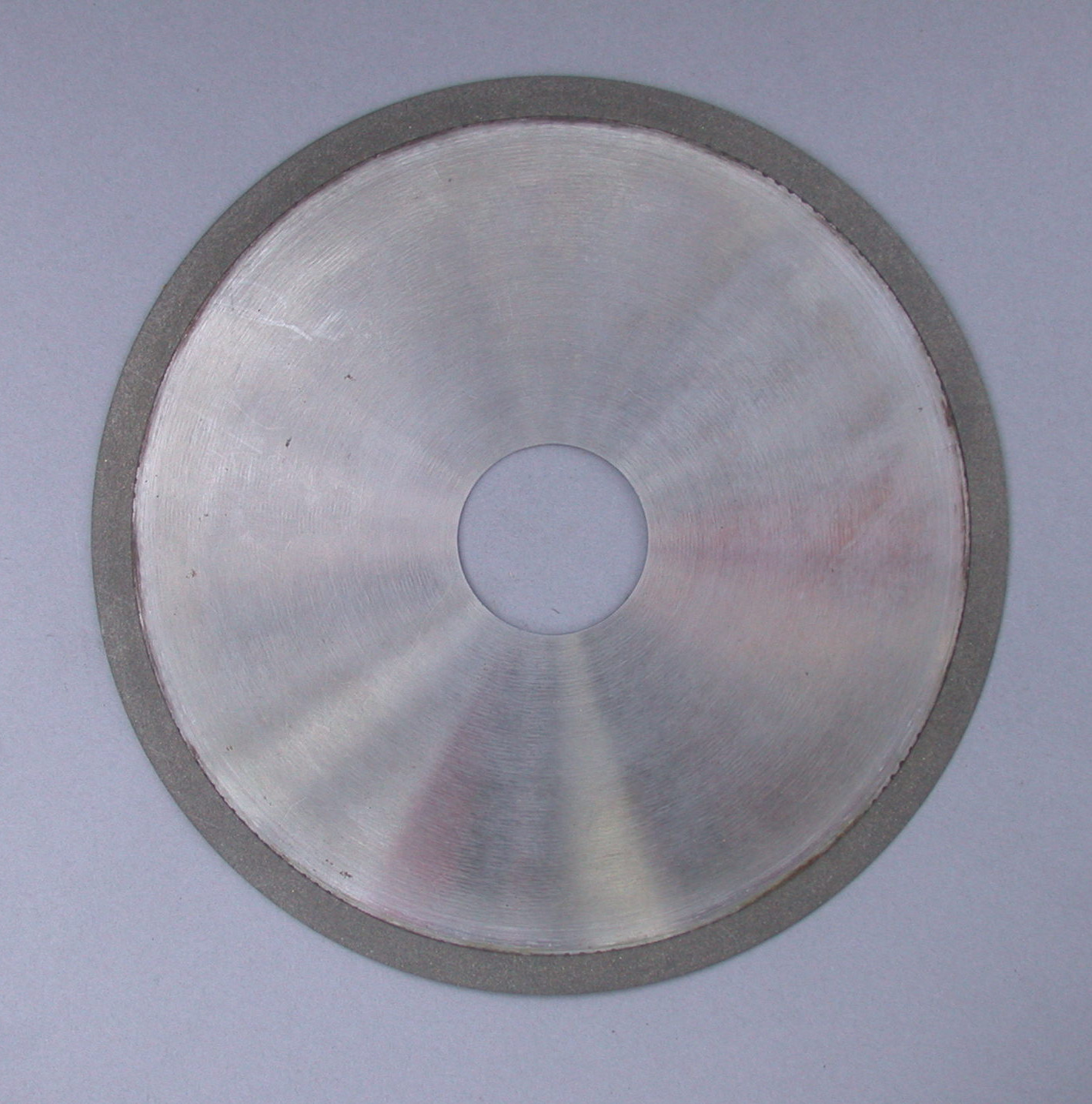
از سنگ‌های برش الماس برای برش مواد بسیار سخت مانند ابزارهای کاربید سیلیسیمی استفاده می‌شود.

توده ساینده بر اساس سختی ماده ای که قرار است سنگ زده شود انتخاب می‌شود.
- اکسید آلومینیوم (A)
- کاربید سیلیسیم (S)
- سرامیک (C)
- الماس (D , MD , SD)
- نیترید بور مکعب (CBN)

چرخ‌های سنگ زنی با دانه‌های الماس یا CBN را ابرساینده می‌نامند. چرخ‌های سنگ زنی با اکسید آلومینیوم (کوراندوم)، کاربید سیلیسیم یا دانه‌های سرامیک، ساینده‌های معمولی نامیده می‌شوند.

### اندازه دانه
اندازه فیزیکی متوسط دانه‌های ساینده در یک چرخ از ۱۰ (درشت‌ترین) تا ۶۰۰ (ریزترین) متغیر است. یک دانه بزرگتر راحت تر برش می‌دهد، که امکان برش سریع را فراهم می‌کند از طرفی باعث ایجاد سطحی با پرداخت نامناسب می‌شود. اندازه دانه‌های بسیار ریز برای پرداخت سطح بسیار دقیق مناسب است (ایجاد سطح صیقلی). به‌طور کلی اندازه دانه چرخ سنگ زنی ۱۰–۲۴ (درشت)، ۳۰–۶۰ (متوسط)، ۸۰–۲۰۰ (ریز) و ۲۲۰–۶۰۰ (بسیار ریز) است.

### گرید چرخ

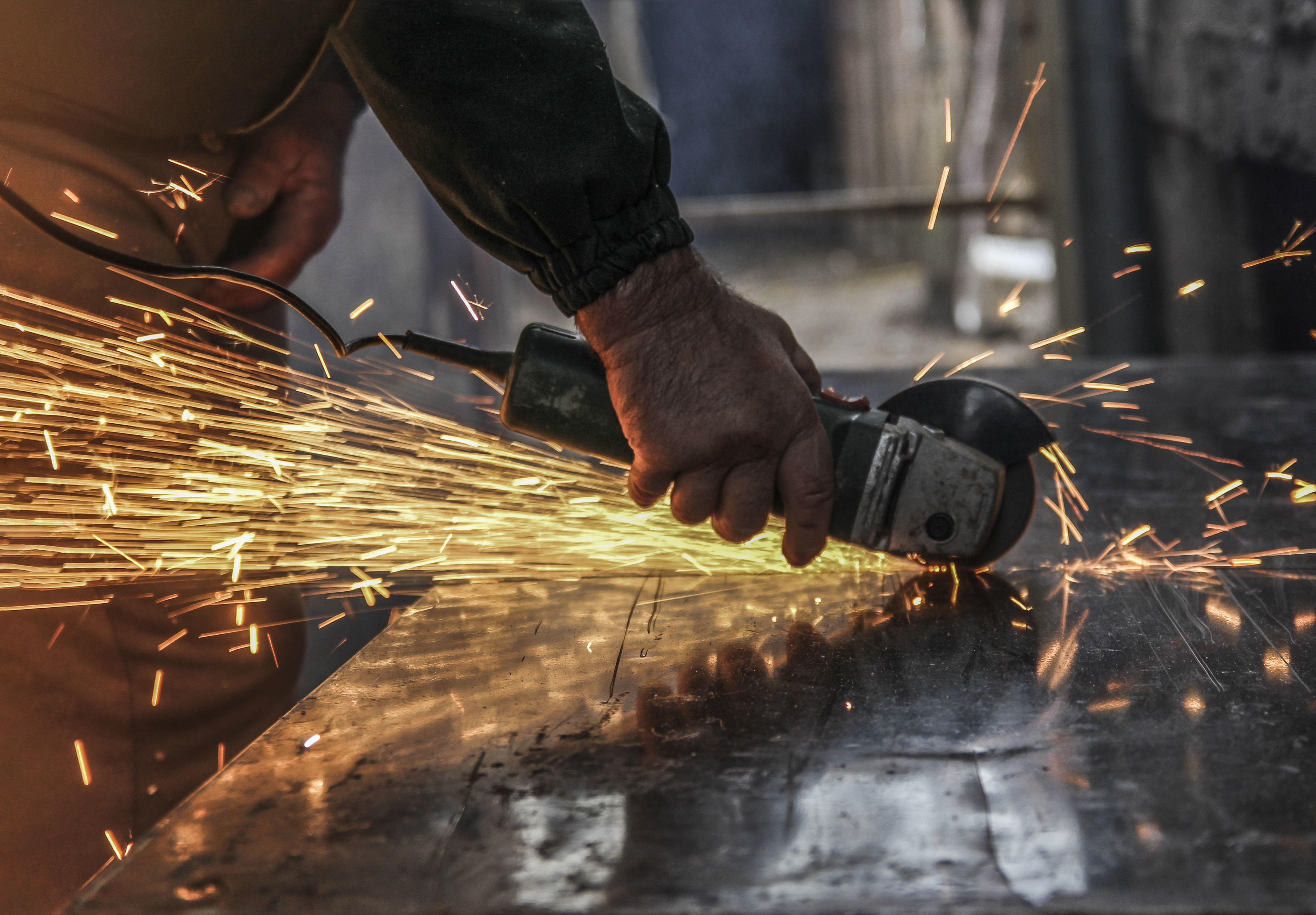
صفحه‌های برش فرزهای دستی ساخته شده از مواد ساینده (برای مثال اکسید آلومینیم) برای برش مواد استفاده می‌کنند.

از A (نرم) تا Z (سخت)، تعیین می‌کند که پیونددهنده، مواد ساینده را چقدر محکم نگه دارد. A تا H برای ساختار نرم‌تر، I تا P برای ساختار نسبتاً سخت و Q تا Z برای ساختار سخت است. درجه تقریباً تمام ملاحظات سنگ زنی را تحت تأثیر قرار می‌دهد، مانند سرعت چرخ، جریان خنک‌کننده، حداکثر و حداقل میزان تغذیه و عمق سنگ زنی.

### فاصله بندی دانه‌ها
فاصله بندی یا ساختار، از ۱ (متراکم‌ترین) تا ۱۷ (کم‌ترین تراکم). تراکم نسبت پیوند و ساینده به فضای هوا است. چرخ کمتر متراکم آزادانه بریده می‌شود و تأثیر زیادی در پایان سطح دارد. همچنین می‌تواند با خنک‌کننده کمتری برش عمیق یا گسترده‌تری داشته باشد، زیرا فاصله تراشه روی چرخ بیشتر است. چگالی نسبت مواد ساینده و بایندر به فضای خالی است. یک چرخ با تراکم کمتر به راحتی برش داده و تأثیر زیادی در پرداخت سطح دارد. همچنین امکان برش عمیق‌تر و عریض تر و استفاده کمتر از خنک‌کننده را فراهم می‌کند، چرا که فاصله تراشه‌ها بیشتر است.

### نوع اتصال
اینکه چرخ چگونه ساینده‌ها را نگه می‌دارد؛ بر روی پرداخت سطح، خنک‌کننده و حداقل / حداکثر سرعت چرخ تأثیر می‌گذارد.
| نام اتصال    | نماد اتصال | توضیحات |
| ------------ | ---------- | --- |
| ویتریفای شده | V          | اتصال‌های شیشه ای یا ویفریفای شده، بر پایه خاک رس یا سایر مواد سرامیکی هستند. ذرات ساینده با خاک رس مرطوب مخلوط می‌شوند تا همه دانه‌ها پوشش داده شوند. چرخ‌ها معمولاً با پرس کردن مخلوط حاصله، ساخته شده و سپس خشک می‌شوند. این چرخ‌ها سپس در کوره پخته می‌شوند و اتصال آنها سخت و محکم می‌شود و خواصی شبیه به شیشه پیدا می‌کند. چرخ‌های ویتریفای شده، متخلخل، قوی، سفت و سخت بوده و تحت تأثیر روغن، آب یا دما در محدوده‌هایی که معمولاً در برش فلزات وجود دارد قرار نمی‌گیرند.                            |
| رزینی شده    | B          | بر پایه رزین هستند؛ از آنجا که پلاستیک‌ها را می‌توان ترکیب کرد و طیف وسیعی از خواص ایجاد کرد، ار چنین چرخ‌هایی می‌توان برای پوشش محدوده وسیعی از کاربردها استفاده کرد. این چرخ‌ها تا حدود زیادی جایگزین چرخ‌های شلاکی و لاستیکی شده‌اند. از مواد کامپوزیتی در چرخ‌هایی که باید مقداری انعطاف‌پذیری و تحمل سوء استفاده و بارگذاری جانبی داشته باشند، در چرخ‌های اتصال لاستیکی و پایه-رزینی استفاده می‌شود.                                                                                               |
| سیلیکاتی     | S          | چرخ‌های پیوند سیلیکاتی از سیلیکات سودا یا آب شیشه به عنوان ماده پیونددهنده استفاده می‌کنند. چرخ‌ها شکل داده شده و سپس به مدت یک روز یا بیشتر در دمای ۲۶۰ درجه سلسیوس پخته می‌شوند. از آنجا که آنها نسبت به چرخ‌های ویفتریفای شده تردتر و ضعیف تر هستند، دانه‌های ساینده با سرعت بیشتری آزاد می‌شوند. در نتیجه، آنها در دمای سطح پایین‌تری از چرخ‌های شیشه ای ماشین کاری می‌کنند و در سنگ زنی ابزارهایی مفید هستند که گرما باید در حداقل باشد.                                                          |
| شلاک         | E          | چرخ‌های اتصال شلاک با مخلوط کردن دانه‌های ساینده با شلاک در یک مخلوط گرم شده، پرس کردن یا نورد کردن به شکل دلخواه و پختن برای چند ساعت در دمای ۱۵۰ درجه سلسیوس ساخته می‌شوند. این نوع پیوند در اصل برای ساختن چرخ‌های نازک با اتصال محکمی که نیاز به مقداری انعطاف‌پذیری دارند، استفاده می‌شود. این چرخ‌ها سطوحی بسیار صیقلی ایجاد می‌کنند به همین دلیل معمولاً از آنها برای سنگ زنی میل بادامکها و غلتک‌های نورد استفاده می‌شود.                                                                       |
| لاستیک       | R          | از اتصال لاستیکی برای تولید چرخ‌هایی استفاده می‌شود که می‌توانند با سرعت زیاد کار کنند اما باید انعطاف‌پذیری قابل توجهی داشته باشند تا در برابر نیروی جانبی مقاومت کنند. لاستیک (مصنوعی یا طبیعی)، گوگرد و سایر عوامل ولکانش کننده با ذرات ساینده مخلوط می‌شوند. سپس مخلوط را به ورق‌هایی با ضخامت دلخواه نورد کرده و چرخ‌ها را از این ورق‌ها برش داده و ولکانیزه می‌کنند. از این چرخ‌ها معمولاً برای کار در کارخانه‌های ریخته‌گری و ساخت چرخ‌های برش نازک (صفحه برش سنگ فرز یا پروفیل بر) استفاده می‌شوند. |
| فلز          | M          | از آلیاژهای مختلف ساخته می‌شوند |
| اکسی کلراید  | O          | از اکسوهالید ساخته می‌شوند. |
| آبکاری شده   | P          | توسط فرایندهای آبکاری الکتریکی یا آبکاری الکترولس بر روی سطح فلزات ایجاد می‌شوند. |